# Заграђе (Зубин Поток)
Заграђе је насеље у општини Зубин Поток на Косову и Метохији. Атар насеља се налази на територији катастарске општине Бубе. У Закону о територијалној организацији Републике Србије се годинама погрешно води да је насеље на територији катастарске општине Црепуља. Историјски и географски припада Ибарском Колашину. Насеље је на јужним обронцима Рогозне. Налази се у долини потока између Бупског Шиљка и брда Ћафе, па је и сам назив добило по томе што лежи иза Шиљка, на коме је некада био стари град. Подељено је на Горње Заграђе (данас ненасељено) и Доње Заграђе. Делови села су Старо Село, Пећина, Кућетине, Равно Брдо, Развале, Дојак... После ослобађања од турске власти место је у саставу Рашког округа, у срезу дежевском, у општини рајетићској и 1912. године има 19 становника.

## Демографија
Насеље има српску етничку већину.
Број становника на пописима:
- попис становништва 1948. године: 23
- попис становништва 1953. године: 27
- попис становништва 1961. године: 26
- попис становништва 1971. године: 25
- попис становништва 1981. године: 28
- попис становништва 1991. године: 16